# Jérôme Leroy (compositeur)
Pour les articles homonymes, voir Leroy et Jérôme Leroy.
Jérôme Leroy, né le 2 septembre 1981 à Paris) est un compositeur français de musique de film, orchestrateur et chef d'orchestre. Il vit à Los Angeles, Californie aux États-Unis.

## Biographie
Jérôme Leroy est né le 2 septembre 1981 à Paris. La bande-originale du film Jurassic Park composée par John Williams fait naître en lui un intérêt durable pour la musique de film.
Jérôme Leroy effectue ses études secondaires au lycée Claude-Monet de Paris. À la suite de l'obtention de son baccalauréat et lassé par la forme rigide des études musicales qui s'offrent à lui en France, il se tourne vers les États-Unis et décide d'intégrer le Berklee College of Music de Boston, dans le Massachusetts.

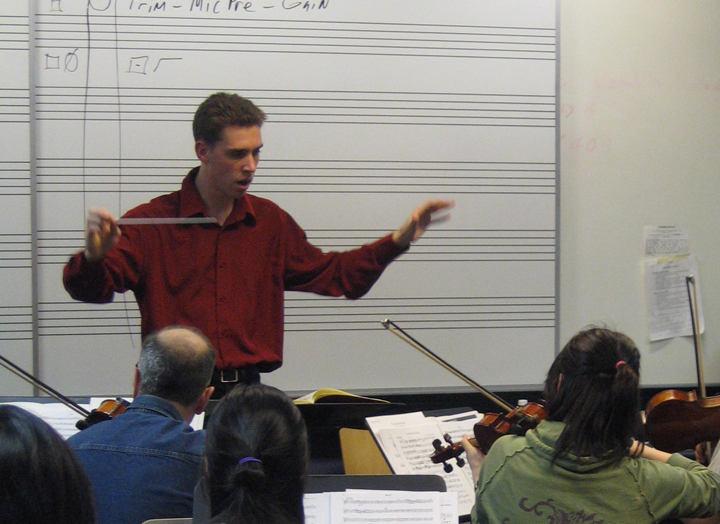
Jérôme Leroy en répétition avec le College Repertory Orchestra de Berklee.

Jérôme Leroy effectue un cycle de quatre ans au Berklee College of Music. Il étudie la composition, l'orchestration et la direction orchestrale. Il oriente dès cette époque son cursus vers la musique de film.
En mai 2005, Jérôme Leroy est diplômé du Berklee College of Music. Il décide de quitter la côte est des États-Unis pour se rendre à Los Angeles, ville où est située Hollywood, afin de travailler dans le domaine de la musique de film. Il fait ses armes travaillant au côté de Micha Libermann. Il rencontre bientôt John Frizzell (Le Pic de Dante, Alien, la résurrection) pour lequel il va travailler comme assistant puis orchestrateur.
En avril 2006, Jérôme Leroy commence à travailler pour le compositeur et orchestrateur William Ross (Harry Potter et la Chambre des secrets, Piège de feu).
Il est bientôt engagé par le compositeur américain William Ross en qualité d'assistant. Il va ainsi travailler sur l'orchestration de nombreuses musiques de films.

## Œuvres
Constatant que Berklee manque d'un orchestre classique où les élèves puissent faire leurs armes, il met sur pied le premier orchestre de musique classique géré par les étudiants à Berklee qui réalise son premier enregistrement en avril 2004.
Alors à Boston, il intègre également une compagnie de théâtre, les Longwood Players et découvre ainsi le monde de Broadway et de la comédie musicale. Il est gestionnaire de l'orchestre et arrangeur de Company au printemps 2004 puis est nommé chef d'orchestre au printemps 2005 pour la réalisation de La Cage aux Folles.
Avec John Frizzell il réalise sa première orchestration d'un film télévisé A Little Thing Called Murder et quelques semaines plus tard effectue un travail similaire pour le film Stay Alive.
Dans la même période il réorchestre une suite de Conan le Barbare par Basil Poledouris qui est jouée par le compositeur lui-même en juillet 2006 à la seconde Conférence Internationale de Musique de Film à Ubeda, en Espagne.
Jérôme Leroy a également orchestré cinq autres musiques de film ; First Born, Primeval et Les Châtiments,, dont la musique a été composée par John Frizzell puis Feast et Rintintin composée par Stephen Edwards.
En 2007, Jérôme Leroy participe à la réalisation de la soixante-dix-neuvième cérémonie des Oscar, l'une des émissions télévisées les plus regardées dans le monde, comme orchestrateur et assistant directeur musical William Ross. La même année il collabore pour la première fois avec Pinar Toprak en orchestrant la musique qu'elle a composée pour le film Say it in Russian. Jérôme Leroy compose également les musiques additionnelles du film télévisé The Note.
En 2008, il orchestre et coordonne la musique du film Our Lady of Victory dans les studios d'Abbey Road à Londres. Il supervise également l'enregistrement de la musique du film Henry Poole, orchestre et dirige l'enregistrement à Belgrade du film Blaze of Glory. De plus il orchestre la musique de La Légende de Despereaux, premier film d’animation en images de synthèse des Studios Universal,.
En 2009 Jérôme Leroy est orchestrateur pour la musique du film Les Liens Sacrés. Il est également orchestrateur pour les films Deadline, A Shine of Rainbow composé par Keith Power, The Breaking Point, The Pagan Queen et The Lightkeepers.
En 2010, Jérôme Leroy orchestre la musique des films Last Will. Il est également orchestrateur et coordinateur de la musique du film The Mighty Macs qui remporte le titre de meilleure musique de film au 12e festival annuel des films indépendants de Californie.

### Orchestrations de musiques de film
- Feast (2005)
- Conan le Barbare (suite pour orchestre et ré-orchestration partielle, 2006)
- A Little Thing Called Murder (2006)
- Stay Alive (2006)
- First Born (2006)
- Primeval (2007)
- Rintintin (2007)
- Les Châtiments (2007)
- Our Lady of Victory  (2008)
- The Pagan Queen (2008)
- La Légende de Despereaux (2008)
- A Shine of Rainbows (2009)
- Breaking Point (2009)
- The Lightkeepers (2009)
- The Mighty Macs (2010)
- Last Will (2010)

### Directions orchestrales
- Blaze of Glory (2008)

### Supervisions d'enregistrement
- Stay Alive (2006)
- First Born (2006)
- Henry Poole (2008)
- La Légende de Despereaux (2008)
- The Mighty Macs (2010)

### Musiques de film
- Mille balles à gratter (2004)
- Heures Sup (2006)
- The Note (musiques additionnelles, 2007)
- Blaze of Glory (musiques additionnelles, 2008)